# Бадов (Германия)
Бадов (нем. Badow) — район общины Шильдеталь в Германии, в земле Мекленбург-Передняя Померания, район Северо-Западный Мекленбург Население составляет 387 человек (на 31 декабря 2006 года). Занимает площадь 10,17 км².